# Горелый ручей
Горелый ручей — ручей на северо-востоке Санкт-Петербурга, в районе Ржевка. Правый приток реки Лубьи, при впадении находится Пороховское кладбище. Длина — 11 км, ширина до 50 м.

## История
Название известно с конца XVIII века. По мнению краеведов, оно связано с тёмным цветом воды в данном ручье.

## Географические сведения
Ручей вытекает из болот в районе посёлка Ново-Девяткино и течёт на юг по территории Ржевского полигона, восточнее реки Охты.
Берега ручья частично используются под садоводство.

## Переправы через Горелый ручей
Мосты через ручей не имели названий: они вели нумерацию от устья вверх по течению и назывались по старому названию ручья (река Ржевка) — Ржевскими мостами.
1-й Ржевский мост и 2-й Ржевский мост располагались на территории, ныне занимаемой Пороховским кладбищем.
В черте Петербурга через Горелый ручей по состоянию на 2008 год существуют три моста:
- Ржевский мост № 3 — автомобильный в створе Ковалёвской улицы. Получил название в 1950-х годах, построен намного раньше.
- Ржевский мост № 4 — автомобильный в створе Ржевской улицы. Получил название в 1950-х годах, построен намного раньше.
- Ржевский мост № 5 — пятипролётный пешеходный металлический мост между Ржевской и Челябинской улицами. Построен в 1960-е годы.

Дополнительно на рубеже веков был построен мост, по которому КАД пересекает ручей. Эта переправа длиной 39,10 м, мост через реку Большая Охта на участке длиной 321 м была наведена силами консорциума, в который вошли ОАО «Мостостроительный трест № 6», ЗАО «Севзапдорстрой» и ОАО «Смоленскдорстрой».